# ۱۹۷۴

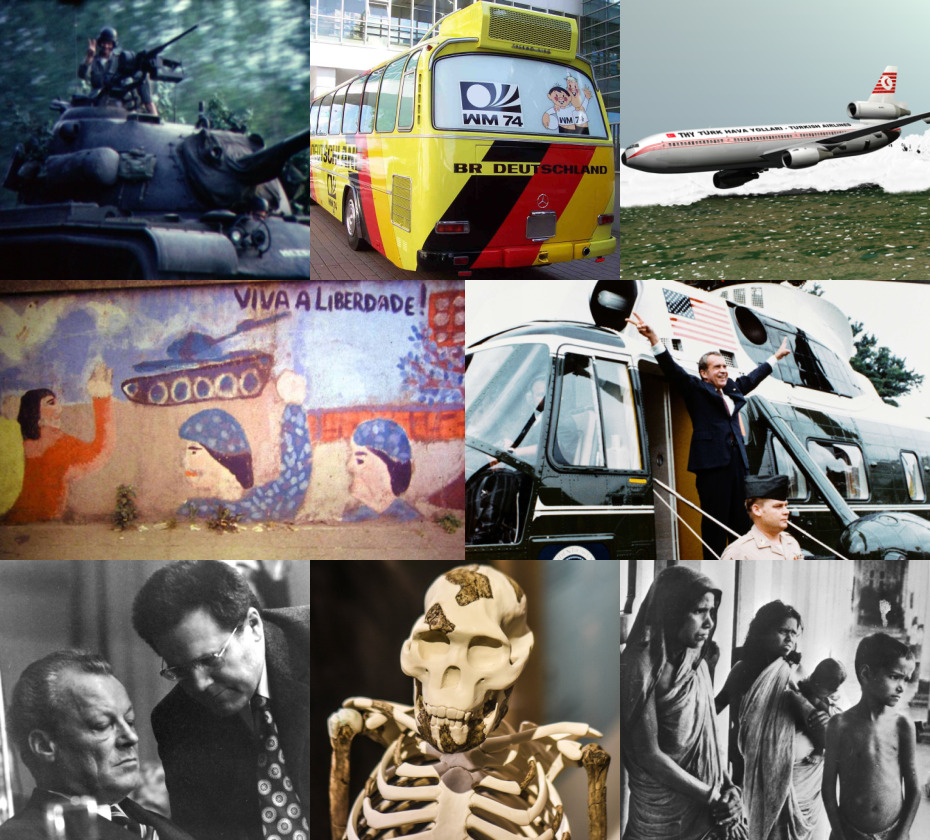

سال ۱۹۷۴ (هزار و نهصد و هفتاد و چهار) میلادی، یکی از سال‌های دهه ۱۹۷۰ در سده ۲۰ میلادی بود. بر اساس تقویم گریگوری سال مذکور یک سال عادی با ۳۶۵ روز بود. در تقویم هجری شمسی سال ۱۹۷۴ از دی ۱۳۵۲ شروع شد و در دیماه ۱۳۵۳ خاتمه یافت.

## نامگذاری‌ها
در تقویم چینی این سال سال ببر نام گرفته‌است.

## رویدادها
- ۲۷ ژانویه - سیلاب شدید در بریزبن استرالیا
- ۲۹ ژانویه - سن موریتس - محمد رضا شاه پهلوی در مصاحبه با تلویزیون انگلیس می گوید "مردم و شاه در ایران آنقدر به هم نزدیک هستند که خود رااعضای یک خانواده می دانند. من تصور می کنم مردم ایران همان احترامی را برای شاه قایلند که کودکان خانواده برای پدر خود قائل هستند. "
- ۱۰ فوریه - کردستان - ایران - نیروهای عراق به قرارگاه‌های مرزی ایران حمله می‌کنند. ۱۴ نفر از نیروی‌های عراقی کشته و ۸۹ نفر زخمی می‌شوند. ۸۱ نفر از نیروهای ایران زخمی می‌شوند.
- فوریه - تهران - مصاحبه پر گله با فرستنده امریکایی سی-بی-اس مایک والاس با پادشاه ایران در تهران برای برنامه ۶۰ دقیقه با لحن دشمنانهای مصاحبه می‌کند. شاه متهم است که در آمد ایران را ۴۰۰٪ افزایش داده است. شاه ایران نیز بسیار عصبانی می‌شود زیرا از دید او هنوز کمپانی‌های نفتی هستند که سود اصلی را می برند.
- ۲۰ فوریه - تهران - بر اساس فرمان شاه آموزش تا پایان سیکل اول متوسطه اجباری می‌شود. آموزش در تمام مراحل رایگان است.
- ۲۰ فوریه - تهران - مالکیت مطلق نفت و ثروتمند تر شدن ایران. استراتژی حراج نفت ثمر بخش است . در ۶ ماهه نخست سال ۴۵۰ هزار بشکه نفت به بهای ۱۷ دلار فروش رفته است.
- مارس - تهران - شاهنشاه هنری کیسینجر وزیر خارجه امریکا را در سفر سه روزه اش به تهران می پذیرد. کیسنجر پشتیبان برنامه‌های همکاری ایران و آمریکا است. حزب جمهوری خواه خواهان پیشرفت‌های اقتصادی فرهنگی فنی بین دو کشور است. امریکا در گسترش صنایع پترو شیمی به ایران یاری می‌دهد و این برنامه‌های انرژی اتمی را نیز در بر می‌گیرد.
- ۳ مارس - سقوط هواپیمای ترکیه‌ای و کشته شدن ۳۴۶ نفر
- ۸ مارس - پاریس - افتتاح فرودگاه شارل دو گل
- آوریل - تهران - بیماری شاه چیست؟ شاه هر سال به اتریش برای چکاپ می رود. سرطان غدد لنفاوی تشخیص داده شده. پروفسور ژان برنار به کاخ نیاوران خوانده شده. بتیجه تأیید می‌شود ملی از سرطان نباید نام برده شود.
- ۲۲ مه- نیویورک - سازمان ملل متحد موافقتنامه ای پیشنهاد می‌کند که ایران و عراق هر دو آن را می پذیرند. دو کشور نیروهای خود را از مرز پس می کشند.
- ۲۳ مه - کوروش رضا پهلوی ولیعهد ایران نخستین پرواز سولوی خود را با هواپیمای بونانزا بیچ ۳۳انجام می‌دهد.
- ۲۲ ژوئن - پاریس - ژیسکار دستن از شاه و شهبانو در کاخ تریانون پذیرایی می‌کند. فرانسه برای گسترش صنایع هسته ای به ایران کمک می‌رساند. ایران یک میلیارد دلار در کمپانی ارودیف سرمایه گذاری می‌کند.
- ۱۰ اوت - خوزستان - توپخانه عراق به قصر شیرین تیراندازی می‌کند.
- ۱۹ سپتامبر - نخستین دوره سفر رسمی شاهنشاه و شهبانو در آسیای جنوب شرقی؛ نیوزیلند و استرالیا آغاز می گردد .
- ۱۹ اکتبر - تهران - کارخانه ایران ناسیونال آغاز به تولید موتور خودروهای پیکان می‌کند.
- 19 اکتبر- کشور نیووی از انگلستان اجازه استقلال گرفت.
- ۲۹ اکتبر - لندن - ایران یک وام ۴۰۰ میلیون دلاری در اختیار انگلستان می گذارد.
- نوامبر - دکتر اکبر اعتماد رئیس سازمان انرژی اتمی است. ایران قرارداد ساخت نیروگاه‌های اتمی خود را زیر نظر سازمان انرژی اتمی سازمان ملل با کمپانی فرانسوی فرانوم و کمپانی آلمانی ورک یونیون می بندد.
- ۱۴ دسامبر - کردستان - عراق - کردهای بارزانی با ارتش صدام در جنگند. بر اساس قرداد ۱۹۷۲ بغداد با شوروی؛ شوروی چه از نظر نظامی و چه صنعتی از صدام حمایت می‌کند. صدام ۳۰۰۰۰ نفر نیرو به منطقه گسیل داشته‌است تا مقاومت کردها را در هم به شکنند.

## زادگان
- آلساندرو دل‌پیرو
- لئوناردو دی‌کاپریو
- ۱۰ ژانویه – هریتک روشن، بازیگر هندی
- ۱۶ ژانویه – کیت ماس، مدل بریتانیایی
- ۲۲ ژانویه – جوزف موسکات، سیاست‌مدار مالتی
- ۲۳ ژانویه – تیفانی تیسون، تهیه‌کننده، کارگردان، بازیگر، و مدل آمریکایی
- ۱۳ فوریه – رابی ویلیامز، خواننده و بازیگر بریتانیایی
- ۱۴ فوریه – فیلیپه لئونارد، بازیکن فوتبال بلژیکی
- ۱۷ فوریه – جری اوکانل، صداپیشه و بازیگر آمریکایی
- ۲۲ فوریه – جیمز بلانت، خواننده-ترانه‌سرا، موسیقی‌دان، ترانه‌سرا، و آهنگساز انگلیسی
- ۲۰ مارس – کارستن راملو، بازیکن فوتبال آلمانی
- ۲۴ مارس – آلیسون هانیگان، بازیگر آمریکایی
- ۱۲ آوریل – مارلی شلتن، بازیگر آمریکایی
- ۱۸ آوریل – ادگار رایت، بازیگر، فیلمنامه‌نویس، تهیه‌کننده، و کارگردان بریتانیایی
- ۲۳ آوریل – بری واتسون (هنرپیشه)، بازیگر آمریکایی
- ۲۸ آوریل – پنه‌لوپه کروز، بازیگر اسپانیایی
- ۷ مه – برکین میر، بازیگر آمریکایی
- ۲۳ مه – جوئل، خواننده-ترانه‌سرا، ترانه‌سرا، آهنگساز، موسیقی‌دان، بازیگر، و خواننده آمریکایی
- ۳۰ مه – بیگ ال (خواننده)، موسیقی‌دان آمریکایی (د. ۱۹۹۹)
- ۱ ژوئن – آلانیس موریست، خواننده-ترانه‌سرا، موسیقی‌دان، بازیگر، خواننده، و آهنگساز کانادایی
- ۲ ژوئن – گاتا کامسکی، بازیکن شطرنج آمریکایی
- ۲۲ ژوئن – دونالد فایسون، بازیگر آمریکایی
- ۲۳ ژوئن – جوئل اجرتون، بازیگر استرالیایی
- ۲۵ ژوئن – کاریسما کاپور، بازیگر هندی
- ۲۶ ژوئن – اتسیا اویدانیچ، بازیگر اهل کرواسی
- ۲ ژوئیه – راکی گری، خواننده آمریکایی
- ۸ ژوئیه – دراگاسلاو جریک، بازیکن فوتبال اهل صربستان
- ۲۲ ژوئیه – فرانکا پوتنته، بازیگر آلمانی
- ۲۹ ژوئیه – جاش ردنر، بازیگر و فیلمنامه‌نویس آمریکایی
- ۳۰ ژوئیه – هیلاری سوانک، تهیه‌کننده و بازیگر آمریکایی
- ۳۱ ژوئیه – امیلیا فاکس، بازیگر بریتانیایی
- ۵ اوت – کاجول، بازیگر هندی
- ۹ اوت – درک فیشر، بازیکن بسکتبال و ورزشکار آمریکایی
- ۱۴ اوت – کریستوفر گورهام، بازیگر آمریکایی
- ۱۵ اوت – ناتاشا هنستریج، بازیگر کانادایی
- ۲۳ اوت – ری پارک، بازیگر اسکاتلندی
- ۲۴ اوت – جنیفر لین، بازیگر آمریکایی
- ۲۸ اوت – کارستن یانکر، بازیکن فوتبال آلمانی
- ۱۲ سپتامبر – جنیفر ندلز، خواننده-ترانه‌سرا و گیتاریست آمریکایی
- ۱۷ سپتامبر – رشید والاس، مربی بسکتبال، بازیکن بسکتبال، و ورزشکار آمریکایی
- ۲۶ سپتامبر – گری هال، شناگر آمریکایی
- ۱ اکتبر – کیت دافی، بازیگر و خواننده ایرلندی
- ۷ اکتبر – شارلوت پرلی، خواننده سوئدی
- ۱۱ نوامبر – لئوناردو دی‌کاپریو، تهیه‌کننده و بازیگر آمریکایی
- ۱۵ نوامبر – چد کروگر، خواننده کانادایی
- ۱۶ نوامبر – پل اسکولز، بازیکن فوتبال و ورزشکار انگلیسی
- ۲۴ نوامبر – استیون مرچنت، بازیگر، کمدین، و فیلمنامه‌نویس بریتانیایی
- ۱ دسامبر – کاستینا، بازیکن فوتبال پرتغالی
- ۷ دسامبر – نیکول اپلتون، بازیگر و خواننده کانادایی
- ۱۰ دسامبر – مگ وایت، عکاس و موسیقی‌دان آمریکایی
- ۱۷ دسامبر – جووانی ریبیسی، تهیه‌کننده و بازیگر آمریکایی
- ۱۸ دسامبر
  - برام د خروت، دوچرخه‌سوار اهل هلند
  - کری بایرن، مجری تلویزیونی و هنرمند آمریکایی
- ۲۹ دسامبر – مکای فایفر، تهیه‌کننده، بازیگر، و کارگردان آمریکایی

## مرگ‌ها
- ۲ فوریه – ایمره لاکاتوش، ریاضی‌دان اهل مجارستان (ز. ۱۹۲۲)
- ۴ فوریه – ساتیندرا بوز، فیزیک‌دان و ریاضی‌دان هندی (ز. ۱۸۹۴)
- ۴ مارس – آدولف گوتلیب، هنرمند، نقاش، و مجسمه‌ساز آمریکایی (ز. ۱۹۰۳)
- ۸ مارس – مارتا ونتورت، بازیگر آمریکایی (ز. ۱۸۸۹)
- ۲۱ مارس – کندی دارلینگ، بازیگر آمریکایی (ز. ۱۹۴۴)
- ۲ آوریل – ژرژ پمپیدو، سیاست‌مدار فرانسوی (ز. ۱۹۱۱)
- ۱۹ آوریل – ایوب خان، سیاست‌مدار پاکستانی (ز. ۱۹۰۷)
- ۳۰ آوریل – اگنس مورهد، بازیگر آمریکایی (ز. ۱۹۰۰)
- ۲۴ مه – دوک الینگتون، پیانیست و آهنگساز آمریکایی (ز. ۱۸۹۹)
- ۱ ژوئیه – خوآن پرون، سیاست‌مدار آرژانتینی (ز. ۱۸۹۵)
- ۱۱ ژوئیه – پار لاگرکویست، نویسنده سوئدی (ز. ۱۸۹۱)
- ۱۳ ژوئیه – پاتریک بلاکت، سیاست‌مدار و فیزیک‌دان بریتانیایی (ز. ۱۸۹۷)
- ۲۴ ژوئیه – جیمز چدویک، فیزیک‌دان بریتانیایی (ز. ۱۸۹۱)
- ۸ اوت – بالدور فن شیراخ، سیاست‌مدار آلمانی (ز. ۱۹۰۷)
- ۲۰ اوت – مگدا سونیا، بازیگر اتریشی (ز. ۱۸۸۶)
- ۲۷ اوت – اتو اشتراسر، ژورنالیست و سیاست‌مدار آلمانی (ز. ۱۸۹۷)
- ۲۱ سپتامبر – والتر برنان، بازیگر آمریکایی (ز. ۱۸۹۴)
- ۳۰ اکتبر – بیگم اختر، بازیگر و خواننده هندی (ز. ۱۹۱۴)
- ۱۳ نوامبر – ویتوریو دسیکا، بازیگر و کارگردان ایتالیایی (ز. ۱۹۰۱)
- ۲۱ نوامبر – فرانک مارتن، آهنگساز سوئیسی (ز. ۱۸۹۰)
- ۵ دسامبر – پیترو جرمی، تهیه‌کننده، بازیگر، و کارگردان ایتالیایی (ز. ۱۹۱۴)
- ۱۴ دسامبر – والتر لیپمن، ژورنالیست و نویسنده آمریکایی (ز. ۱۸۸۹)
- ۲۰ دسامبر – آندره ژولیوه، آهنگساز فرانسوی (ز. ۱۹۰۵)
- ۲۱ دسامبر – ریچارد لونگ (هنرپیشه)، بازیگر آمریکایی (ز. ۱۹۲۷)

- ۱۹ آوریل - ایوب خان رئیس‌جمهور پاکستان.
- ۱۳ نوامبر - ویتوریو دسیکا، کارگردان نامدار ایتالیائی در ۷۲ سالگی.